# Isidor Kjellberg

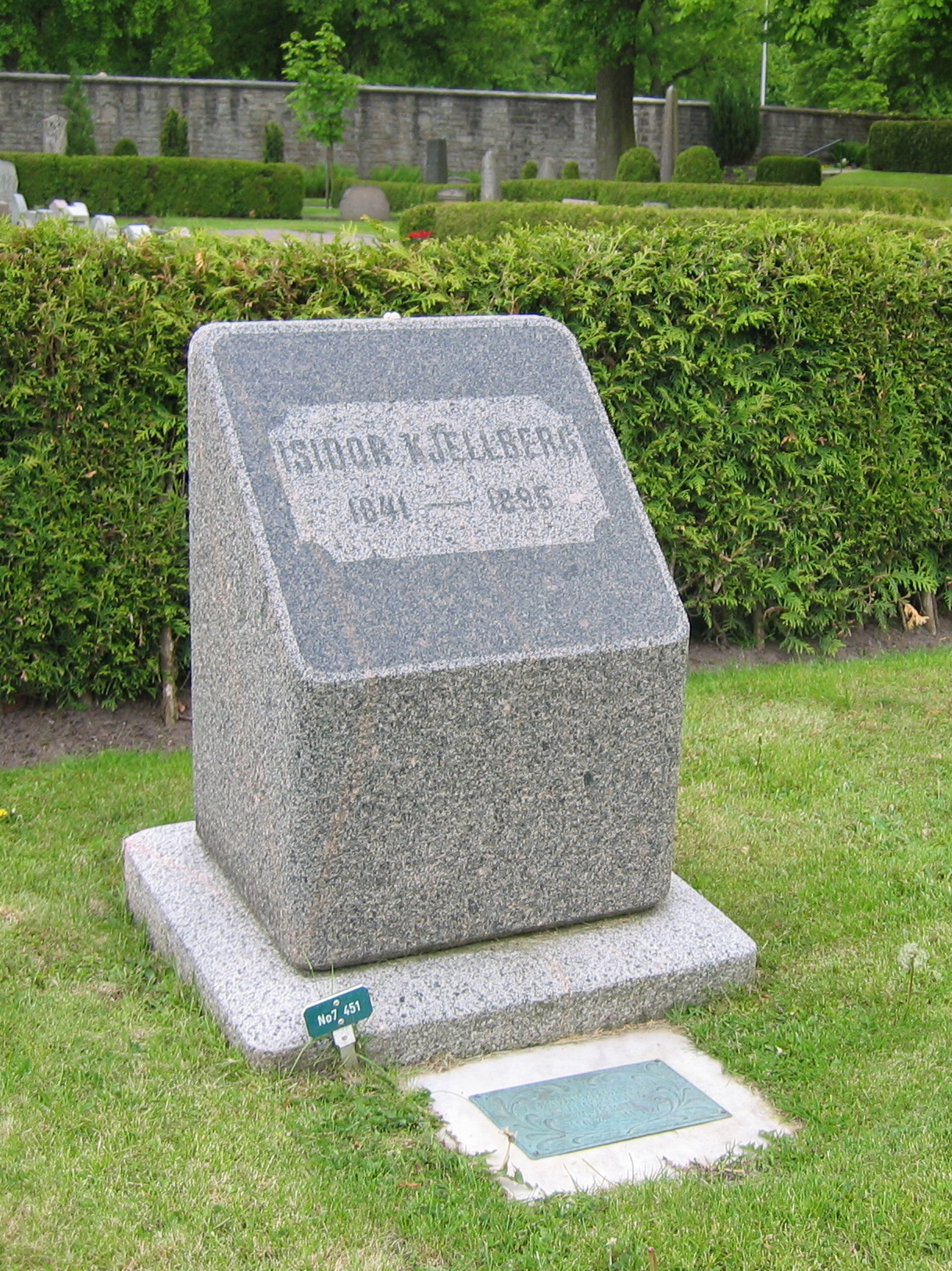
Isidor Kjellbergs gravvård på Norra kyrkogården i Linköping.

Frans Gustaf Isidor Kjellberg, född 25 maj 1841 i Stockholm, död 11 mars 1895 i Linköping, var en svensk journalist, liberal opinionsbildare och rösträttsförespråkare.

## Biografi
Kjellstedt, som var son till tullinspektoren Carl Gustaf Kjellberg, har beskrivits som en djärv och optimistisk kraftnatur. Efter studier på läroverk i Stockholm blev han 1858 elev vid Bergsunds mekaniska verkstad och fick därefter anställning vid Hällefors kanonbruk i Södermanland. Efter studier vid Teknologiska institutet var han en tid verksam vid Åkers styckebruk och därefter vid Motala mekaniska verkstad. 
År 1869 reste Kjellberg till Storbritannien och USA för att praktisera vid Bullock Printing Press Co i Philadelphia. Samtidigt var han korrespondent för Göteborgs-Posten och redaktör för Svenska Monitoren i St. Paul i Minnesota samt en tid utgivare av Justitia i Chicago.
År 1872 grundade Kjellberg efter hemkomsten till Sverige tidningen Östgöten. Den utgavs först som Norrköpings Östgöten och Linköpings Östgöten, men i oktober 1874 fick tidningen namnet Östgöten. Den blev känd för sitt radikala program. Mellan 1876 och 1878 utgav Kjellberg också Föreningsbladet, en tidning för Sveriges arbetsgivarföreningar och 1881–1883 även Skandinavien, en republikansk tidning som förespråkade nordisk enhet. År 1885–1889 utgav han även tidningen Norrköping. 
Kjellberg dömdes 1881 till två månaders cellstraff i ett tryckfrihetsmål.

## Politiska ställningstaganden
Kjellberg räknas till en av förgrundsgestalterna inom den radikala falangen av den liberala arbetarrörelsen. Han var drivande inom rösträttsrörelsen och ledde bland annat Östergötlands rösträttsförening. Han deltog i organisationen av den första folkriksdagen 1892.
Han propagerade för frihandel, republik efter amerikanskt mönster, Norges självständighet samt förbättrande av arbetarnas villkor och andra sociala reformer. Han var fackföreningsvänlig, men motståndare till den framväxande socialistiska rörelsen. Han var också engagerad i djurrättsfrågor.
Isidor Kjellberg är begravd på Norra griftegården i Linköping.